# Механико-математический факультет Пермского государственного университета
Меха́нико-математи́ческий факультет (мехмат) — один из крупнейших факультетов Пермского государственного национального исследовательского университета (ПГНИУ), один из центров механико-математического образования в Пермском крае. Основан в 1916 году как физико-математический факультет, с 1960 года назывался «механико-математическим», 2 апреля 2024 года на базе механико-математического и физического факультетов был создан физико-математический институт ПГНИУ.

## История основания факультета[3][4]
12 июня 1916 года Совет министров Российской империи принял положительное решение об открытии университета в Перми, которое состоялось 1 (14) октября того же года. Пермский университет стал первым на Урале и седьмым из университетов существующих в современной России.
В числе первых в структуру университета вошёл физико-математический факультет, который оказался пятым факультетом подобного профиля в университетах дореволюционной России. На его математическое отделение было принято 59 человек. В 1916—1920 гг на факультете работал ряд молодых математиков, ставших впоследствии знаменитыми учёными: будущий академик И. М. Виноградов, профессор А. А. Фридман (создатель теории расширяющейся Вселенной), А. С. Безикович (один из основоположников теории фракталов), будущие члены-корреспонденты АН СССР Н. С. Кошляков и Р. О. Кузьмин.
Подробнее с историей физико-математического и механико-математического факультетов Пермского университета можно ознакомиться в.
Приказом МВ и ССО РСФСР № 364 от 11 мая 1960 года физико-математический факультет был разделен на механико-математический и физический.

## Современное состояние факультета[3][4]
По состоянию на 1 октября 2014 г. на факультете обучалось около 670 студентов. Работает 135 преподавателя, среди которых академик РАН В. П. Матвеенко, член-корреспондент Российской академии образования Е. К. Хеннер, 14 докторов и 66 кандидатов наук. Среди них — 3 заслуженных деятеля науки РФ, 3 заслуженных работника Высшей школы РФ, 15 Почётных работников высшего профессионального образования РФ.
Техническое обеспечение факультета включает 15 компьютерных классов и 2 вычислительных комплекса кластерной архитектуры.
Среди выпускников за последние 60 лет: академик РАН И. И. Ерёмин, член-корреспондент АН СССР М. И. Каргаполов, около 40 докторов и более 230 кандидатов наук.
На факультете в разные годы издавались научные журналы («Учёные записки» и т. п.). С 90-х годов XX века издаётся научный журнал «Вестник Пермского университета. Серия Математика. Механика. Информатика».
Подготовка математиков введётся с 1916 г., механиков — с 1960 г, прикладных математиков — с 1971 г, специалистов по компьютерной безопасности — с 2004 г, специалистов по информационным технологиям — с 2007 г.
В 1995 г. на факультете состоялся первый выпуск бакалавров и в этом же году — первый приём в магистратуру. В настоящее время обучение ведётся по 4 указанным ниже направлениям (бакалавриат и магистратура) и специальности «Компьютерная безопасность».
Направление «Математика»
На направлении «Математика» студенты получают фундаментальное математическое образование, которое хорошо развивает логическое мышление и позволяет выпускникам быть успешными в самых разных областях. Читается и ряд специальных курсов в областях математического моделирования, теории групп, фрактальной геометрии.
Магистры-математики обучаются по направлению «Математика и компьютерные науки».
Направление «Механика и математическое моделирование»
По этому направлению ведется подготовка специалистов по математическому моделированию широкого круга научных и инженерно-технических проблем в области механики твердого тела, жидкости, газа и плазмы, ракетодинамики, космической навигации и в других областях.
При обучении уделяется большое внимание вычислительному моделированию и экспериментальным исследованиям на уникальных видах оборудования.
Студенты-механики в большом объёме изучают информационные технологии, пакеты прикладных программ и программирование. Цель такого изучения — вычислительное моделирование в различных областях механики.
Выпускники этого направления работают в НИИ и КБ промышленных предприятий, в лабораториях и вычислительных центрах, в государственных учреждениях и банковской сфере.
Направление «Прикладная математика и информатика»
По этому направлению готовятся специалисты по разработке и применению системного и прикладного программного обеспечения для современных вычислительных систем:
1. Математическое моделирование и вычислительная математика
2. Системный анализ, исследование операций и управление
3. Системное программирование и компьютерные технологии

Выпускники данного направления получают фундаментальное образование в области математики и информатики.
Основные направления трудоустройства: компании по разработке и внедрению программ и программных комплексов (ПРОГНОЗ, Информационные Бизнес-Системы (ИБС), Информационно-Вычислительные Системы (ИВС) и другие), банки, промышленные предприятия, учебные заведения.
Направление «Фундаментальные информатика и информационные технологии»
Выпускники данного направления получают знания по широкому спектру проблем, связанных с внедрением современных информационных технологий во все сферы современной жизни (управление, бизнес, банковское дело, образование, наука и т. д.).
Выпускники могут работать по каждой из следующих наиболее востребованных в настоящее время специальностей: разработчики, тестировщики, архитекторы и руководители проектов, аналитики, консультанты по внедрению информационных систем.
Специальность «Компьютерная безопасность»
Выпускник специальности «Компьютерная безопасность» является специалистом по защите информации достаточно широкого профиля (несмотря на то, что в дипломе выпускника будет записана квалификация «Математик»). Он занимает на предприятии промежуточное положение между руководством предприятия, с одной стороны, отделами автоматизации (информационных технологий, информатизации) предприятий, с другой стороны, а также службой безопасности предприятия, с третьей стороны. Выпускник способен выполнять полный объём работ, связанных с разработкой, анализом и внедрением средств обеспечения информационной безопасности компьютерных систем на основе разработанных программ и методик.
Данная специальность является одной из наиболее востребованных на предприятиях, в учреждениях и организациях Пермского края.

## Деканы мехмата
- 1960—1961 — к.ф.-м.н. Иван Власович Цыганков.
- 1961—1965 — Герман Александрович Жданов.
- 1965—1972 — к.ф.-м.н. Иван Васильевич Мисюркеев.
- 1972—1984 — Евгений Андреевич Шамордин.
- 1984—1989 — д.ф.-м.н. Александр Иванович Миков.
- 1989—1994 — Александр Иванович Севрук.
- 1994—2004 — Юрий Алексеевич Дубравин.
- 2004—2014 — д.ф.-м.н. Вадим Иванович Яковлев.
- 2014—2023 — к.т. н. Андрей Геннадьевич Кузнецов.
- 2023 — 2024 д.ф.-м.н. Марина Александровна Барулина (и. о.)

## Структура факультета[3][4][5][6][7]

#### Кафедра фундаментальной математики
Кафедра фундаментальной математики была организована в результате объединения кафедр математического анализа и высшей алгебры и геометрии в январе 2013 г. Заведующий кафедрой — профессор Валерий Нагимович Аптуков. Кафедра является выпускающей по направлениям «Математика» (бакалавры) и «Математика и компьютерные науки» (магистры).
Известно, что первым в университете (с 1916 года) курсы по математике читали К. Ф. Абрамович. Кафедра является преемницей первой математической кафедры физико-математического факультета Пермского университета — кафедры чистой математики, существовавшей в период с 1917 г. по 1920 г. Костяк этой кафедры составляли совсем молодые, но ставшие впоследствии знаменитыми учёные, прибывшие из Петроградского университета: И. М. Виноградов, А. С. Безикович (в 1919—1920 гг — ректор Пермского университета), Р. О. Кузьмин, Н. С. Кошляков, Я. Д. Тамаркин. К концу 1920 г. все они, кроме Р. О. Кузьмина, покинули Пермь. Р. О. Кузьмин работал в университете до сентября 1922 г.
С 1921 по 1936 г. (с небольшим перерывом) на физмате существовала кафедра математики. Все эти годы её возглавлял профессор Серапион Петрович Слугинов, приехавший в Пермь из Самарского университета.
В 1936 г. эту кафедру преобразовали в кафедру математики и механики, которую возглавил приехавший из Иркутска профессор Борис Акселевич Викберг. В 1938 г. по его инициативе эта кафедра разделилась на три кафедры: математического анализа, высшей алгебры и геометрии, теоретической механики.
Кафедра фундаментальной математики была создана на базе трёх математических кафедр.
Кафедра математического анализа (1938—2013)
Заведующие кафедрой:
- 1938 — Борис Акселевич Викберг.
- 1938—1945 — Алексей Александрович Темляков.
- 1947—1971 — Семён Ильич Мельник.
- 1971—1982 — Римма Александровна Рекка.
- 1982—2003 — Алексей Алексеевич Олейник.
- 2003—2004 — Римма Александровна Рекка.
- 2005—2013 — Валерий Нагимович Аптуков.

Среди сотрудников кафедры разных лет — видные учёные: Б. Н. Бабкин, Е. Е. Драхлин, Н. В. Воронина.
Основными научными направлениями были:
- «Метод осциллирующих функций» (руководитель С. И. Мельник). Доцентом С. И. Мельником была создана научная школа в этой области;
- «Оптимальное управление системами с распределёнными параметрами» (руководитель А. А. Олейник).

Кафедра высшей алгебры и геометрии (1938—2013)
Заведующие кафедрой (ниже в периоды, когда кафедра называлась иначе, приводится это название):
- 1938—1940 — Николай Андреевич Коротков.
- 1940—1941 — Игорь Александрович Грушко (кафедра высшей алгебры). 24 июня 1941 г И. А. Грушко был призван в армию и в этом же году пропал без вести.
- 1941—1943 — Софья Александровна Яновская (кафедра высшей алгебры). С. А. Яновская эвакуировалась из Московского университета.
- 1943—1951 — Иван Власович Цыганков.
- 1951—1961 — Сергей Николаевич Черников.
- 1961—1986 — Пётр Иванович Трофимов (кафедра математической логики и высшей алгебры).
- 1987—1990 — Александр Анатольевич Иванов (кафедра математической логики и высшей алгебры).
- 1990—2002 — Яков Давидович Половицкий.
- 2002—2008 — Евгений Карлович Хеннер (кафедра дискретной математики и информатики).
- 2008 — Яков Давидович Половицкий (кафедра алгебры и геометрии).
- 2009—2013 — Владимир Николаевич Павелкин (кафедра алгебры и геометрии).

В годы работы профессора С. Н. Черникова в Пермском университете на кафедре высшей алгебры и геометрии сложилась научная школа по теории групп, воспитанниками которой являются академик РАН Иван Иванович Ерёмин, член-корреспондент АН СССР Михаил Иванович Каргаполов, 5 докторов и 9 кандидатов наук. В 2010 г. в пермской ветви дерева учеников С. Н. Черникова было известно 43 доктора и 114 кандидатов наук. Многие из них работали или работают на востоке России (Урал, Сибирь).
Кафедра теории функций (1955—1999, с 1978 — кафедра теории функций и функционального анализа)
Кафедра организована приехавшим в г. Пермь из Львова профессором Л. И. Волковыским.
Заведующие кафедрой:
- 1955—1965 — Лев Израилевич Волковыский.
- 1965—1967 — Герман Александрович Жданов.
- 1968—1971 — Юрий Владимирович Девингталь.
- 1972—1988 — Иван Васильевич Мисюркеев.
- 1988—1999 — Александр Андреевич Калмыков.

В 1955—1965 гг. на кафедре сформировалась научная школа Л. И. Волковыского в области теории функций комплексного переменного, из которой вышло 5 докторов и 10 кандидатов наук.
В 1970—1991 гг. на кафедре сложилась научная школа И. В. Мисюркеева в области нелинейного функционального анализа.
В разное время на кафедре работали такие талантливые учёные, как Б. А. Вертгейм, С. Я. Гусман, В. Г. Шеретов, И. В. Шрагин.
В 1999 г. кафедра была присоединена к кафедре математического анализа.
В настоящее время основными научными направлениями кафедры фундаментальной математики являются:
- Фундаментальные исследования в области математики (дифференциальные уравнения, нелинейный функциональный анализ, теория групп);
- Прикладные исследования в области математики и механики (математическое моделирование в задачах механики грунтов и биомеханики);
- Современные образовательные технологии.

#### Кафедра прикладной математики и информатики
Сразу после разделения физико-математического факультета на физический и мехмат (1960) на кафедре теории функций мехмата по инициативе её заведующего профессора Л. И. Волковыского была организована специализация по вычислительной математике, а вскоре на мехмате был организован вычислительный центр университета (ВЦ). В 1972 г. из этой кафедры была выделена кафедра прикладной математики. Её заведующим был назначен основатель и научный руководитель ВЦ кандидат физико-математических наук доцент Юрий Владимирович Девингталь. С 1993 г. кафедра стала называться кафедрой прикладной математики и информатики.
Заведующие кафедрой:
- 1972—1984 — Юрий Владимирович Девингталь.
- 1984—1999 — Евгений Леонидович Тарунин.
- с 1999 — Сергей Владимирович Русаков.

Кафедра является выпускающей по направлению «Прикладная математика и информатика» (бакалавриат. магистратура).
В настоящее время основными научными направлениями кафедры являются:
- Вычислительная гидродинамика. Руководители: проф. С. В. Русаков, проф. Е. Л. Тарунин, проф. К. Г. Шварц.
- Развитие и применение методов искусственного интеллекта в науке, промышленности, экономике, бизнесе, криминалистике, социологии, медицине, экологии, спорте. Руководитель — проф. Л. Н. Ясницкий, проф. А. Л. Гусев.
- Математическое моделирование в экономике, биологии, медицине. Руководитель — проф. С. В. Русаков.
- Теория и методика преподавания информатики и ИКТ. Руководитель — доц. О. Л. Русакова.
- Параллельные и распределённые вычисления. Руководитель — доц. А. Г. Деменев.

В рамках указанных направлений на кафедре подготовлено и защищено 5 докторских и более 30 кандидатский диссертаций. Сотрудники кафедры участвовали (и участвуют) в многочисленных грантах и хоз. договорных НИР и НИОКР по заказам предприятий Пермского края, других регионов России и зарубежных стран.

#### Кафедра математического обеспечения вычислительных систем
Кафедра МОВС выделилась из состава кафедры прикладной математики в январе 1991 г. Её основателем и первым заведующим стал доктор физико-математических наук, профессор Александр Иванович Миков. С 2003 по 2007 гг. кафедрой заведовала кандидат физико-математических наук доцент Людмила Николаевна Лядова, с 2007 по 2021 гг. кафедрой заведовала кандидат физико-математических наук, почетный работник ВПО РФ, Светлана Игоревна Чуприна, а с 2021 года заведует кандидат технических наук Алексей Юрьевич Городилов.
В состав кафедры входит лаборатория инструментальных средств разработки программного обеспечения.
Кафедра занимается подготовкой высококвалифицированных специалистов-программистов (теоретиков и практиков) в области создания сложных программных систем широкого профиля и общесистемного программного обеспечения. В 2004 г. в г. Праге команда в составе трех студентов каф. МОВС завоевала золотые медали чемпионата мира по программированию.
Кафедра МОВС является выпускающей по направлению «Прикладная математика и информатика». Профиль подготовки бакалавров — «Системное программирование и компьютерные технологии», подготовки магистров — «Математическое и программное обеспечение вычислительных систем».
Научная деятельность
- Совершенствование технологий интеграции методов и средств онтологического инжиниринга, Data и Text mining, эволюционного программирования для создания современных интеллектуальных программных систем
- Разработка инструментальных средств создания визуальных предметно-ориентированных языков
- Фундаментальные и прикладные исследования в области распределенных систем имитационного моделирования
- Исследования в области параллельных и распределенных вычислений, в том числе с привлечением методов искусственного интеллекта
- Фундаментальные и прикладные исследования в области создания и реализации мультиплатформенных систем, в частности, систем научной визуализации, интеллектуального видеоанализа и дополненной реальности.

Издаётся периодическое научное издания: Межвузовский сборник научных трудов «Математика программных систем» (за период с 2000 г. вышло более 10 выпусков этого издания).

#### Кафедра процессов управления и информационной безопасности
Кафедра процессов управления и информационной безопасности (ПУиИБ) образована 1 июля 2006 г. в результате реорганизации одной из старейших кафедр университета — кафедры механики. В состав кафедры входят лаборатории информационной безопасности и общей механики. Кафедра является выпускающей по:
- специальности «Компьютерная безопасность» (профиль «Разработка защищенного программного обеспечения»);
- направлению «Механика и математическое моделирование» (бакалавриат, магистратура, профиль «Теоретическая механика и оптимальное управление динамическими системами»);
- направлению «Прикладная математика и информатика» (бакалавриат, профиль «Математические методы и программное обеспечение защиты информации»).

Кафедра осуществляет подготовку аспирантов по специальностям «Математика и механика», «Компьютерные и информационные науки».
Историческая справка
Сразу же после открытия в г. Перми университета (1916 г.) встал вопрос о создании кафедры механики. В 1917—1918 гг. должность заведующего кафедрой оставалась вакантной, а её первым заведующим (1918—1920 гг.) был профессор Александр Александрович Фридман — автор модели расширяющейся Вселенной.
В 1928 г. кафедра преобразована в кафедру астрономии и механики.
В 1931 г. кафедра реорганизована в кафедру геофизики и астрономии, её возглавил профессор Константин Константинович Дубровский.
В 1933 г. кафедра вновь сменила своё название на кафедру механики.
С 1934 г. вошла в состав кафедры физики.
С 1936 по 1938 гг. кафедра входила в состав кафедры математики и механики, которую возглавлял профессор Борис Акселевич Викберг.
В 1938 г. по его инициативе эта кафедра разделилась на три, одной из которых стала кафедра теоретической механики.
В 1939—1945 гг. вновь существует отдельная кафедра механики, её заведующим был Александр Александрович Ушаков.
В августе 1941 г. заведующим кафедрой являлся профессор Ленинградского университета, академик АН СССР Владимир Иванович Смирнов.
В 1945—1946 гг. кафедра входила в состав кафедры математического анализа и теоретической механики (её заведующий — доцент Алексей Александрович Темляков), а в 1947 г. — в состав кафедры теоретической физики и металлофизики.
В октябре 1949 г. при вновь открытом техническом факультете Пермского университета были созданы новые кафедры. Среди них воссоздана и кафедра механики. Её заведующим стал доцент Иван Федорович Верещагин, который возглавлял кафедру до 1960 г. и с 1962 по 1975 гг.
С 1960 по 1961 гг. кафедру возглавлял профессор Николай Фролович Лебедев.
В 1975 г. кафедра переименована в кафедру механики и процессов управления. С 1975 по 2011 гг. ею руководил д.т. н., профессор Владимир Владимирович Маланин (с 1984 г. одновременно — проректор по научной работе, с 1987 г. по 2010 г. — ректор, а с 2010 г. и по настоящее время — Президент Пермского университета).
С июня 2011 г. кафедру возглавляет д.ф.-м.н, профессор Вадим Иванович Яковлев.
Научная деятельность.
Научные интересы сотрудников кафедры с 1949 г. были сосредоточены на проблемах движения аппаратов переменной массы, колебаний и оптимального управления механическими системами. В настоящее время основными научными направлениями являются:
- Математическое моделирование и оптимальное управление нелинейными (в том числе стохастическими) системами;
- История физико-математических наук;
- Теоретические и прикладные аспекты разработки программного обеспечения роботов с неабсолютной памятью;
- Анализ и разработка систем безопасности объектов информатизации.

С 1960 г. по настоящее время более 30 выпускников и преподавателей кафедры защитили докторские и кандидатские диссертации, по всем научным направлениям кафедры опубликованы монографии и учебные пособия.
Периодические научные издания кафедры:
- «Ученые записки Пермского университета». Серия «Механика» (1960—1972 гг.), издано 10 сборников);
- Межвузовский сборник научных трудов «Проблемы механики управляемого движения» (1972—1993 гг., с 1994 г. по настоящее время — «Проблемы механики и управления: Нелинейные динамические системы»), издано 45 сборников. Сборник реферируется в информационном издании ВИНИТИ РЖ «Механика» и входит в РИНЦ;
- Межвузовский сборник научных трудов «История и методология науки» (1994—2004 гг.), издано 10 сборников;
- Сборник научных статей «Актуальные проблемы информационной безопасности в Приволжском федеральном округе» (2008—2010 гг.) издано 3 сборника.

#### Кафедра механики сплошных сред и вычислительных технологий
Кафедра механики сплошных сред и вычислительных технологий была образована 1 июля 2004 года в результате объединения кафедры механики сплошных сред, которая имела к тому времени 35-летнюю историю развития, и кафедры прикладной механики и вычислительных технологий, созданной на механико-математическом факультете ПГУ в 1999 году. Ныне существующая кафедра считает себя преемницей кафедр теории упругости (1969—1977), механики деформируемого твердого тела (1977—1996), механики сплошных сред (1996—2004) и прикладной механики и вычислительных технологий (1999—2004).
Инициатором создания кафедры теории упругости стал доцент Николай Фролович Лебедев, выпускник Московского университета. Его соратниками были доценты В. Н. Норин и Б. Л. Гиршик, а несколько позже — доценты Г. К. Ибраев, А. Н. Верещагин, В. М. Пестренин и др.
Заведующие кафедрой:
- 1969—1977, 1986—1989 — Николай Фролович Лебедев.
- 1977—1986 — Габдулла Касимович Ибраев.
- 1989—2004 — Юрий Алексеевич Дубравин.
- 2004—2015 — Валерий Павлович Матвеенко.
- с 2015 — Александр Львович Свистков.

В 1995 году открыт филиал кафедры в Институте механики сплошных сред УрО РАН, заведующим которого стал доктор физико-математических наук Игорь Николаевич Шардаков. В результате студенты получили доступ к уникальной лабораторной базе института; к учебному процессу были привлечены ведущие учёные-механики.
Событием в жизни кафедры стало приобретение в 2005 году уникального на тот момент вычислительного комплекса кластерной архитектуры, который позволяет использовать для научных и коммерческих расчетов параллельные вычислительные технологии. Компьютерная техника кафедры поддерживается с помощью современных лицензионных программных продуктов (ANSYS).
Существенным вкладом в повышение качества образования выпускников кафедры стало приобретение в рамках национального проекта «Образование» и программы развития национальных исследовательских университетов России уникальных экспериментальных комплексов мирового уровня:
- одноосная и двухосная испытательные машины Zwick/Roell;
- экспериментальная установка NanoTest-600;
- атомно-силовой микроскоп Dimension iCon;
- комплекс динамического анализа DMA/SDTA861;
- комплекс вибростендов TIRA;
- климатическая камера MVH — 408 CNSA и др.

Научное направление кафедры — «Моделирование термомеханического поведения материалов, конструкций, природных и техногенных объектов с учётом сопутствующих химических и физических явлений». Его возглавляет академик РАН, профессор, доктор технических наук В. П. Матвеенко оно складывается из нескольких составляющих; среди которых:
1. Механика деформируемого твердого тела;
2. Механика жидкостей и газов;
3. Современные вычислительные технологии.

Выпускники кафедры — бакалавры и магистры получают фундаментальную подготовку в области математики, механики и информатики, позволяющую им работать в любой области математического моделирования в естественных науках. Ряд выпускников работает в ведущих научных центрах (г. Дубна, г. Снежинск), в академических и прикладных институтах (ИМСС УрО РАН, г. Пермь, Институт механики УрО РАН, г. Екатеринбург), в КБ крупных предприятий страны — «Пермские (и Рыбинские) авиационные моторы», на других предприятиях и в вузах региона и страны.

#### Кафедра информационных технологий
В 2002 г., на базе кафедры высшей алгебры и геометрии была создана кафедра дискретной математики и информатики. Заведующим кафедрой был назначен доктор физико-математических наук профессор Евгений Карлович Хеннер. Наряду с прежними дисциплинами по циклу алгебры и геометрии, кафедра стала преподавать дисциплины «Информатика», «Основы информатики», «Математика и информатика» на многих факультетах университета (биологическом, геологическом, географическом, филологическом, философско-социологическом, химическом, факультете современных языков и литератур).
10 января 2008 г кафедра дискретной математики и информатики была переименована в кафедру информационных технологий и из неё выделена кафедра алгебры и геометрии.
Заведующим кафедрой информационных технологий с момента реорганизации по настоящее время является профессор Е. К. Хеннер. Он известен как создатель научной школы по использованию информационных технологий в образовании, организатор процессов информатизации образования на федеральном и региональном уровне. Е. К. Хеннер участвовал в создании более 20 учебников и учебных пособий для школ и вузов по информатике, изданных в центральных издательствах и широко используемых по всей стране.
Научные интересы сотрудников кафедры были сосредоточены на проблемах образования в сфере информатики и информационных технологий. Основная тематика научных исследований кафедры — информационные технологии в образовании.
По всем научным направлениям кафедры опубликованы монографии и учебные пособия.
Кафедра является выпускающей по направлениям:
- «Информационные технологии» (до 2014 г),
- «Фундаментальная информатика и информационные технологии» (бакалавриат и магистратура, профиль бакалавриата «Открытые информационные системы», магистратуры «Обучающие системы»).

Кафедра осуществляет подготовку аспирантов по специальности 13.00.02 «Теория и методика обучения и воспитания (по областям и уровням образования)».

#### Кафедра высшей математики
Кафедра создана в декабре 1963 г. для обеспечения преподавания математических дисциплин на всех факультетах университета, кроме механико-математического и физического. Её заведующим был назначен один из ведущих преподавателей и ученых факультета кандидат физико-математических наук доцент Борис Николаевич Бабкин.
В настоящее время кафедрой заведует доктор физико-математических наук доцент Игорь Егорович Полосков.
Преподаватели кафедры ведут занятия по общим и специальным дисциплинам вероятностно-статистического цикла, а также компьютерным математическим пакетам и их применению для решения задач математики и механики на механико-математическом факультете; философии естествознания на механико-математическом и философско-социологическом факультетах; по общим курсам математики, математического анализа, линейной алгебры, аналитической геометрии, теории вероятностей и математической статистики на биологическом, географическом, геологическом, историко-политологическом, филологическом, философско-социологическом, химическом, экономическом и юридическом факультетах со студентами всех форм, уровней, направлений и специальностей обучения.
Кафедра не является выпускающей.
Заведующие кафедрой:
- 1963—1975 — Борис Николаевич Бабкин.
- 1975—1987 — Нина Валерьяновна Воронина.
- 1987—2005 — Владимир Михайлович Суслонов.
- с 2005 — Игорь Егорович Полосков.

В июне 1991 г. часть сотрудников кафедры перешла на вновь образованную кафедру теории вероятностей и математической статистики. В октябре 2005 г. кафедры снова воссоединились.
Кафедра теории вероятностей и математической статистики (1991—2005).
Инициатором создания и первым заведующим кафедрой с 1991 по 1996 гг. был доктор физ.-мат. наук, профессор Ян Петрович Лумельский, известный ученый в теории случайных блужданий и несмещённого оценивания. С 1996 по 2005 гг. кафедру возглавлял известный в стране специалист в области статистических методов классификации доктор физ.-мат. наук, профессор Ракип Ахметович Абусев. С февраля по сентябрь 2005 г. кафедрой руководил к.ф.-м.н., доцент Владимир Витальевич Чичагов. По результатам научных исследований сотрудниками кафедры были защищены три докторских (Я. П. Лумельский, П. Н. Сапожников, Р. А. Абусев) и несколько кандидатских диссертаций.
Научная и учебно-методическая деятельность
Научные и методические интересы сотрудников кафедры разносторонни, так как на кафедре высшей математики работают выпускники многих кафедр факультета.
Основными направлениями научных исследований за последние годы являются:
- Математическое моделирование динамики сложных механических систем. (руководитель — проф. В. М. Суслонов, А. Б. Бячков, В. Н. Иванов, Н. В. Ощепкова, В. А. Шимановский)
- Гравитация, космология и вращение (руководитель — проф. В. Ф. Панов, Е. В. Кувшинова, О. В. Сандакова)
- Вероятностный анализ нелинейных динамических систем и компьютерная алгебра (И. Е. Полосков)
- Оптимизация в механике деформируемого твердого тела (А. Ш. Кусяков)
- Тестирование в курсе математики (А. И. Севрук, В. А. Антонов, А. Б. Бячков, О. В. Дербенева, А. А. Иванов)
- Полумарковские модели и асимптотическая теория несмещённого оценивания (руководитель — доц. В. В. Чичагов, Л. А. Балюкина, С. В. Каменева)
- Разработка асимптотических оптимальных решающих правил групповой и поточечной классификации (Е. В. Бабушкина, Н. В. Жекина)

Ветераном кафедры доцентом Г. С. Шевцовым написаны и изданы в центральных издательствах учебные пособия «Линейная алгебра: теория и прикладные аспекты» и «Численные методы линейной алгебры», которые используются во многих вузах России.
Периодические научные издания кафедры
С 1978 г. кафедрой издаётся межвузовский сборник научных трудов «Статистические методы оценивания и проверки гипотез» (главные редакторы проф. Р. А. Абусев (1996—2005 гг.), проф. Я. П. Лумельский (1978—1996 гг.), доц. В. В. Чичагов (с 2005 г.)), в котором публикуются статьи ведущих ученых из университетов РФ и других стран. Статьи из сборника переводятся на английский язык и издаются за рубежом; в настоящее время— в «Springer Verlag» и в «Journal of Mathematical Sciences».